# منارینی
منارینی (انگلیسی: Menarini) شرکت داروسازی ایتالیایی است، که در سال ۱۸۸۶ تأسیس شد.